# Hedwigidium drummondii
Hedwigidium drummondii là một loài Rêu trong họ Hedwigiaceae. Loài này được (Taylor) A. Jaeger mô tả khoa học đầu tiên năm 1876.